# Maarten den Bakker
Maarten Den Bakker (Abbenbroek, 26 de enero de 1969) es un antiguo ciclista neerlandés de los años 1990-2000. Puso fin a su carrera profesional al final de la temporada 2009.

## Biografía
Fue un buen corredor de clásicas, en particular de las clásicas de las Árdenas; tenía la particularidad de haber acabado en el pódium de cada una de ellas pero sin haber ganado una: segundo de la Amstel Gold Race en 1998, segundo de la Flecha Valona en 1999 y tercero de la Lieja-Bastoña-Lieja en 1999.
Tras su retirada fue director deportivo del equipo neerlandés De Rijke-Shanks.

## Palmarés
| 1993 - 1 etapa del Tour de Luxemburgo 1994 - 1 etapa del Tour del Porvenir - Premio Nacional de Clausura 1995 - 3.º en el Campeonato de los Países Bajos en Ruta 1996 - 1 etapa de la Vuelta a Andalucía - Campeonato de los Países Bajos en Ruta 1997 - 1 etapa de la Viena-Rabenstein-Gresten-Viena 1998 - 1 etapa del GP Tell | 1999 - Campeonato de los Países Bajos en Ruta - 1 etapa de la Vuelta a los Países Bajos 2000 - 3.º en el Campeonato de los Países Bajos Contrarreloj 2003 - 1 etapa de la Uniqa Classic - Campeonato de los Países Bajos Contrarreloj 2005 - 1 etapa de la Vuelta a Austria 2007 - Tour de Frise - 3.º en el Campeonato de los Países Bajos en Ruta |

## Resultados en Grandes Vueltas y Campeonatos del Mundo
| Carrera         | Carrera         | 1990 | 1991 | 1992 | 1993 | 1994 | 1995 | 1996 | 1997 | 1998 | 1999 | 2000 | 2001 | 2002 | 2003 | 2004 | 2005 | 2006 | 2007 | 2008 | 2009 |
| --------------- | --------------- | ---- | ---- | ---- | ---- | ---- | ---- | ---- | ---- | ---- | ---- | ---- | ---- | ---- | ---- | ---- | ---- | ---- | ---- | ---- | ---- |
|                 | Giro de Italia  | —    | —    | —    | —    | —    | —    | —    | —    | —    | —    | —    | —    | —    | —    | —    | —    | —    | —    | —    | —    |
|                 | Tour de Francia | —    | —    | 92.º | 91.º | —    | 52.º | 64.º | 64.º | 33.º | 84.º | 49.º | 75.º | —    | —    | —    | —    | —    | —    | —    | —    |
|                 | Vuelta a España | —    | —    | —    | 71.º | Ab.  | —    | 40.º | —    | —    | —    | —    | —    | —    | —    | 84.º | —    | —    | —    | —    | —    |
| Mundial en Ruta | Mundial en Ruta | —    | Ab.  | —    | Ab.  | Ab.  | —    | 44.º | Ab.  | 24.º | 19.º | 60.º | 90.º | —    | 25.º | Ab.  | —    | —    | Ab.  | —    | —    |

—: no participa

Ab.: abandono